# Battle Arena Toshinden
Battle Arena Toshinden (バトルアリーナ闘神伝, Batoru Arīna Tōshinden) es un videojuego de lucha con armas creado y publicado en 1995 por Takara. Fue uno de los primeros juegos de lucha poligonales en 3D y apareció en PlayStation. Fue fuertemente promocionado por Sony como uno de los primeros juegos punteros de la consola. También aparecieron versiones para Sega Saturn, PC e incluso Game Boy.
Tuvo bastante éxito en crítica y ventas, lo que condujo a que tuviese tres entregas principales más, Battle Arena Toshinden 2 (1996), Battle Arena Toshinden 3 (1998) y Battle Arena Toshinden 4 (Toshinden Subaru, 2000).

## Sistema de juego
El sistema de juego está inspirado en los clásicos del género como Street Fighter. Los personajes pueden realizar estocadas débiles y fuertes, así como patadas. También pueden saltar pulsando arriba, esquivar lanzándose a ambos lados del ring o cubrirse pulsando atrás. Poseen 3 ataques especiales aproximadamente, algunos de ellos estilo hadouken, a diferencia de otros juegos de lucha con armas más realistas como Soul Edge. Además también poseen un Desperate Attack que pueden ejecutar cuando les queda poca vida. Los personajes también pueden caer del escenario, perdiendo automáticamente.

## Argumento
Ocho guerreros errantes, provenientes de distintos rincones del mundo, se dan cita en un misterioso torneo de lucha llamado Battle Arena Toshinden, organizado por una oscura organización llamada Secret Society.
Cada luchador tiene sus razones personales para participar en el torneo, pero todos buscar lo mismo: proclamarse vencedores.
- Datos: Q810984